# 勒里
勒里（法語：Leury，法語發音：[lœʁi]）是法国上法兰西大区埃纳省的一个市镇，位于该省中部偏西南，属于苏瓦松区。

## 地理
勒里（49°25'51"N, 3°20'12"E）面积3.69 平方千米，位于法国上法蘭西大區埃纳省，该省份为法国北部内陆省份，北起北部省，西接索姆省和瓦兹省，东临阿登省和马恩省，西南至塞纳-马恩省，东北部与比利时接壤。
与勒里接壤的市镇（或旧市镇、城区）包括：沙维尼、克拉姆西、克鲁伊、屈菲、瑞维尼、泰尔尼-索尔尼。

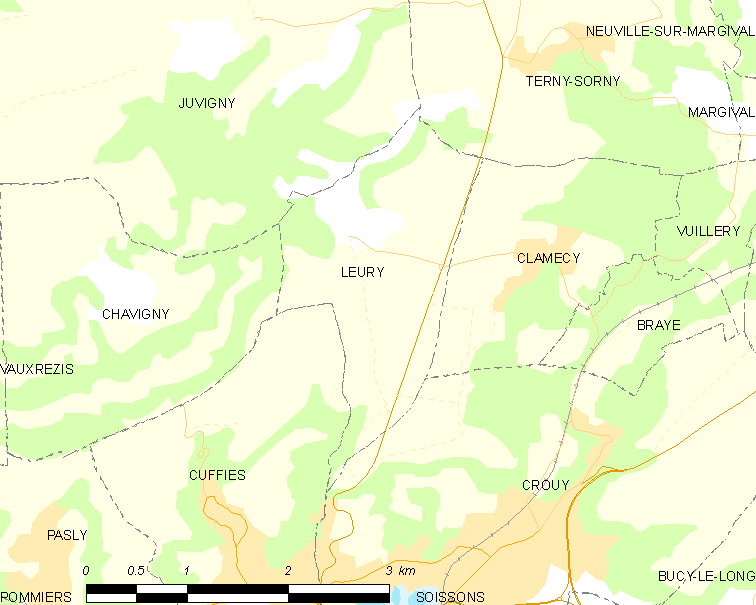
勒里的OSM定位图

勒里的时区为UTC+01:00、UTC+02:00（夏令时）。

## 行政
勒里的邮政编码为02880，INSEE市镇编码为02424。

## 政治
勒里所属的省级选区为苏瓦松第一县。

## 人口

1962-2008年间勒里人口变化图示

勒里于2022年1月1日时的人口数量为102人。